# Stepneygate
Stepneygate was een schandaal tijdens het Formule 1-seizoen 2007. McLaren zou gespioneerd hebben bij titelconcurrent Ferrari. Er volgde een grondig onderzoek geleid door World Motor Sports Council. Op 26 juli 2007 deed het World Motor Sports Council uitspraak en ze achtten McLaren schuldig aan het in bezit hebben van documenten van Ferrari. Het WMSC legde geen straf op, maar mocht er echter in de toekomst bewezen worden dat McLaren wel gebruik zou hebben gemaakt van de documenten, zal er een passende straf opgelegd worden. 

## Chronologie
- 8 februari 2006 - Ross Brawn maakt bekend dat hij na het seizoen 2006 een sabbatjaar wil. Nigel Stepney, ook werknemer bij Ferrari, wil graag de hoge positie van Brawn bij Ferrari overnemen, maar deze baan gaat, tot groot ongenoegen van Nigel Stepney, naar Mario Almondo, iemand met wie Stepney niet goed mee kan opschieten.

- Maart 2007: Stepney is niet blij en uit openlijk kritiek over de huidige situatie en zijn positie bij Ferrari. Hij heeft het over een sabbatjaar en zelfs over een verhuizing naar een ander team. Zover komt het echter niet en Stepney blijft werkzaam bij Ferrari

- 24 mei 2007: Er wordt, enkele dagen voor de Grand Prix van Monaco, vreemd wit poeder gevonden in de bolides van Kimi Räikkönen en Felipe Massa. Tot dan toe is het een raadsel wat voor poeder het is en hoe het in de bolides terecht is gekomen.

- Juni 2007: Ferrari en Mclaren willen hun onderlinge relatie verbeteren, omdat er de laatste tijd veel verwijten over en weer zijn geslingerd, iets wat de relatie tussen de beide renstallen weinig goed deed. Daarom besluiten Ferrari en Mclaren op 9 juni 2007 om een overeenstemming te ondertekenen, waarin onder andere werd opgenomen dat men elkaar zou informeren als werknemers dingen zouden doen die niet door de beugel kunnen, zoals het doorspelen van vertrouwelijke informatie door Nigel Stepney.

- 21 juni 2007: Ferrari geeft Nigel Stepney aan bij de politie van Modena. Verdere details bleven toen nog onbekend.

- 24 juni 2007: In de Italiaanse sportkrant La Gazetta Dello Sport staat dat Stepney wordt beschuldigd van sabotage.

- 26 juni 2007: Nigel Stepney geeft zelf een reactie omtrent hemzelf. Volgens hem is hij 'het slachtoffer geworden van vuile politieke spelletjes'. Ook zei hij dat hij er vertrouwen in had dat hij vrijgesproken zou worden.

- 3 juli 2007: Nigel Stepney wordt ontslagen door Ferrari en op dezelfde dag wordt ook een medewerker van McLaren op non-actief gezet. Het betreft ontwerper Mike Coughlan.

- 7 juli 2007: Geruchten verspreiden zich dat ook Honda bij het spionageschandaal betrokken zou zijn.

- 10 juli 2007: McLaren moet voorkomen bij de FIA. Uit dit gesprek blijkt dat de vrouw van Mike Coughlan hem heeft verraden. Tijdens het kopiëren van het 780 tellende document in een kopieerwinkel viel het Ferrari-logo een medewerker van de kopieerwinkel op.

- 11 juli 2007: Ferrari zet de rechtszaak tegen Mike Coughlan niet door, want Ferrari en Coughlan zijn tot een akkoord gekomen. Mike Coughlan en zijn vrouw hebben een overeenkomst getekend waarin zij verklaren dat zij elk detail van hun rol in het hele schandaal zullen geven.

- 12 juli 2007: In Londen vindt Mike Coughlans eerste hoorzitting plaats en McLaren raakt steeds meer en meer betrokken bij het spionageschandaal.

- 15 juli 2007: De Italiaanse krant La Repubblica zegt dat Mike Coughlan verscheidene collega's bij McLaren heeft verteld dat hij in het bezit was van vertrouwelijke informatie van Ferrari.

- 17 juli 2007: McLaren laat via een persbericht weten dat niemand van McLaren, behalve Mike Coughlan, weet had van de vertrouwelijke informatie van Ferrari, ook zegt McLaren dat Coughlan de enige is die het 780 pagina's tellende document heeft ingezien.

- 19 juli 2007: De ontslagen Nigel Stepney van Ferrari is bereid om een boekje open te doen over de spionage- en sabotagezaak bij Ferrari. De 48-jarige Stepney wil een gesprek aangaan met Luca di Montezemolo en Jean Todt om zijn onschuld te bewijzen.

- 20 juli 2007: Er komt naar buiten dat Stepney en Coughlan elkaar meerdere malen hebben gemaild. Het wordt duidelijk dat Stepney een dag voor het begin van het seizoen een e-mail heeft gestuurd naar Coughlan met zeer vertrouwelijke en gevoelige informatie.

- 26 juli 2007: Het WSMC doet uitspraak in de spionagezaak en ze achtten McLaren schuldig aan het in het bezit hebben van vertrouwelijke informatie, maar er wordt geen straf opgelegd. Echter, als er in de toekomst wordt bewezen dat ze de informatie wel degelijk hebben gebruikt, zal het team alsnog een straf opgelegd krijgen.

- 7 augustus 2007: De FIA maakt bekend dat het hoger beroep in de sabotage- en spionagezaak op donderdag 13 september, voorafgaand aan de Grote Prijs van België, zal plaatsvinden in Parijs.

- 5 september 2007: Er wordt bekendgemaakt dat het vreemde, mysterieuze poeder, dat in het begin van het seizoen in de Ferrari-bolides is gevonden, gewoon waspoeder is en ex-Ferrari-medewerker Nigel Stepney wordt verdacht.

- 13 september 2007: McLaren wordt door het WMSC gestraft en McLaren moet 100 miljoen dollar betalen. Tevens worden alle punten die verdiend waren in het constructeurskampioenschap afgenomen. De rijderspunten mag McLaren echter wel houden om zo het kampioenschap bij de coureurs spannend te houden. McLaren overweegt om in beroep te gaan.

- 16 september 2007: McLaren besluit niet in hoger beroep te gaan en aanvaardt de straf van 100 miljoen dollar en verwijdering uit het constructeurskampioenschap. Hiermee komt voorlopig een einde aan een langlopende soap tussen Ferrari en McLaren.

- 29 september 2010: In Modena (Italië) krijgt voormalig Ferrari-medewerker Nigel Stepney voor zijn rol in de spionagezaak een voorwaardelijke gevangenisstraf van 20 maanden. Stepney was bij het uitspreken van het vonnis niet aanwezig.